# ¡Decide!
¡Decide! (en italiano: Decidere!) fue una asociación política italiana de ideología libertaria creada y dirigida por Daniele Capezzone.
El grupo fue a veces también se conoce como Decidere.net, en referencia a su sitio web oficial. Fue uno de los miembros fundadores del Pueblo de la Libertad (PdL) de Silvio Berlusconi; Capezzone fue nombrado posteriormente portavoz de este.

## Historia
¡Decide! fue puesta en marcha en junio de 2007 por Daniele Capezzone, exsecretario de los Radicales Italianos y miembro por entonces de la Cámara de Diputados por la Rosa en el Puño. Al principio la asociación no se alineó mi con el centro-izquierda de La Unión ni al centro-derecha de la Casa de las Libertades, pero finalmente se acabó aproximando a esta última. Capezzone se fue mostrando más cercano a Forza Italia a la vez que criticaba duramente al gobierno de Romano Prodi.
Fue presentado oficialmente al público el 3 de septiembre de 2007, organizando poco después dos manifestaciones: la primera relativa a las pensiones el 22 de septiembre y la segundo sobre los impuestos el 29 de septiembre. El 7 de noviembre Capezzone finalmente abandonó Radicales Italianos y la Rosa en el Puño. El 12 de mayo de 2008 Capezzone fue nombrado portavoz de Forza Italia; un año más tarde, después incorporar a ¡Decide! en el proceso de creación del Pueblo de la Libertad, liderado por Berlusconi, Capezzone fue nombrado portavoz de este
En su programa político incluía el federalismo fiscal, el presidencialismo, la implantación del escrutinio mayoritario uninominal, la liberalización y la privatización. La asociación tuvo su foco puesto principalmente en cuestiones económicas y tenía vínculos con el Istituto Bruno Leoni y el Partido Liberal Italiano.